# Шпаковський Лев Костянтинович
Ле́в Костянти́нович Шпако́вський (29 листопада 1914, станція Козятин, тепер Вінницької області — 1992, місто Київ) — український радянський діяч, міністр побутового обслуговування населення УРСР. Депутат Верховної Ради УРСР 7—10-го скликань. Член Ревізійної Комісії КПУ в 1976—1981 роках.

## Біографія
Народився в родині залізничника. У 1932—1936 роках — слюсар, помічник машиніста паровозного депо, інструктор політвідділу по роботі серед комсомольців Козятинського відділення Південно-Західної залізниці.
У лютому 1936—1940 роках — служба у Червоній армії.
Член ВКП(б) з 1939 року.
У 1940—1941 роках — помічник начальника політвідділу по роботі серед комсомольців відділення залізниці. У 1941—1943 роках — заступник начальника політвідділу Уральського відділення Рязано-Уральської залізниці, начальник політвідділів ряду відділень залізниці.
У 1943—1944 роках — секретар Старобільського районного комітету КП(б)У Ворошиловградської області, інструктор ЦК КП(б)У.
У липні 1944 — листопаді 1948 року — заступник секретаря Волинського обласного комітету КП(б)У по транспорту — завідувач транспортного відділу Волинського обласного комітету КП(б)У.
У 1948—1950 роках — начальник політвідділу Ковельської залізниці.
У 1950—1956 роках — начальник політвідділу Придніпровської залізниці.
Освіта вища. Закінчив Заочну Вищу партійну школу при ЦК КПРС.
У 1956 — 15 серпня 1961 року — заступник голови виконавчого комітету Дніпропетровської обласної ради депутатів трудящих. 15 серпня 1961 — 18 січня 1963 року — 1-й заступник голови виконавчого комітету Дніпропетровської обласної ради депутатів трудящих. 18 січня 1963 — 17 грудня 1964 — 1-й заступник голови виконавчого комітету Дніпропетровської промислової обласної ради депутатів трудящих. 17 грудня 1964 — 1966 року — 1-й заступник голови виконавчого комітету Дніпропетровської обласної ради депутатів трудящих.
24 вересня 1966 — 28 листопада 1980 року — міністр побутового обслуговування населення Української РСР.
Потім — персональний пенсіонер у місті Києві.

## Звання
- майор

## Нагороди
- орден Трудового Червоного Прапора (29.07.1945)
- орден «Знак Пошани» (23.01.1948)
- ордени
- медаль «За трудову відзнаку» (30.07.1942)
- медалі